# Labide
Abu Acil Labide ibne Rabia (Abu 'Aqil Labid ibn Rabi'a; 560 - 661), conhecido como Labide, foi um poeta árabe dos séculos VI e VII que pertencia aos Banu Amir, uma divisão dos hauazinitas. Quando jovem, foi ativo guerreiro e seus versos são sobretudo acerca de disputas intertribais. Depois, foi enviado por seu tio doente até Medina para conseguir remédio com Maomé e à época foi influenciado pelo Alcorão. Aceitou o islamismo pouco depois e então parece que parou de escrever. Diz-se que se assentou em Cufa no tempo do califa Omar (r. 634–644). A tradução lhe atribui longa vida, mas não há datas para confirmação. Um de seus poemas foi preservado no Mu'allaqat. 20 de seus poemas foram editados por Y. Chalidi em Viena em 1880 e outros 25, com fragmentos e uma tradução alemã do conjunto, foram editados por Carl Brockelmann em Leida em 1892. Além disso, as estórias de Labide estão no Kitābul-Aghāni, xiv. 93 ff. e xv. 137 ff.